# Von Münchhausen (familie)
Von Münchhausen  is de naam van een Duits adellijk geslacht uit Nedersaksen.

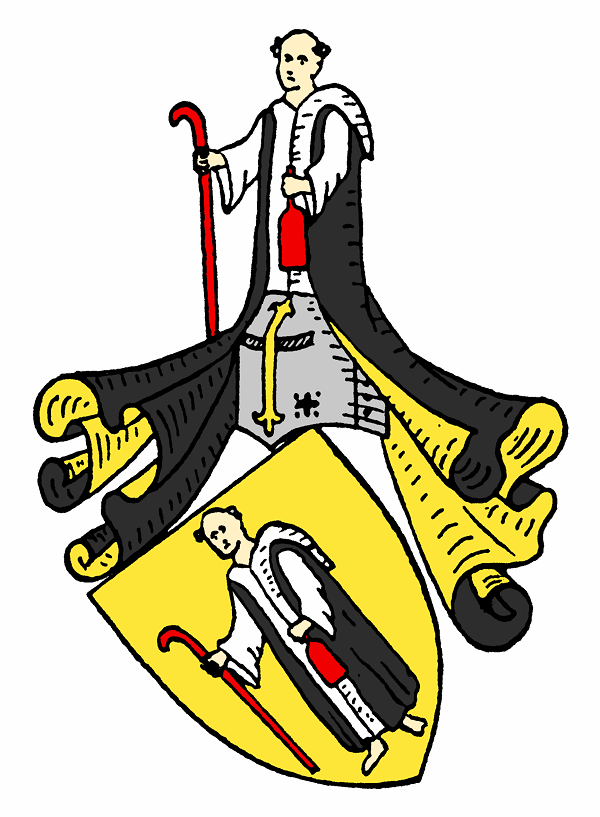
Wapen familie Von Münchhausen, zwarte lijn
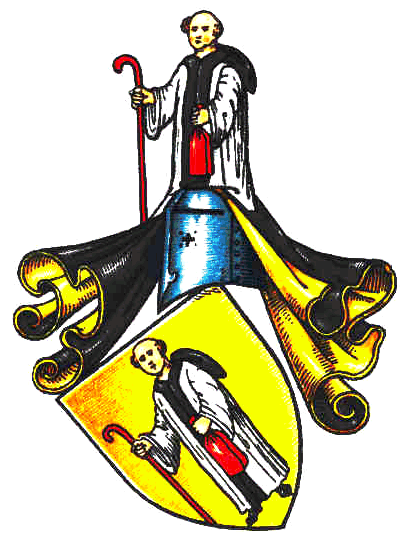
Wapen familie Von Münchhausen, witte lijn

De oudste vermelding van het geslacht dateert van 1183 (dominus Rembertus, pater Gyselheri de Monechusen). Hun oudst bekende woonplaats was een huis of kasteeltje op de Haarberg tussen de huidige plaatsen Rehburg en Winzlar, aan de westkant van het Steinhuder Meer. Wellicht waren zij ministerialen van de Bisschop van Minden, en was hun taak, de omgeving van een monnikenklooster (mogelijk het cisterciënzerklooster van Loccum) te bewaken. Dit zou ook de naam, vernederlandst: Monnikenhuizen, verklaren. In hun familiewapens komt een afbeelding van een cisterciënzer monnik voor.
Door oorlogsgeweld of door de Zwarte Dood (midden 14e eeuw) moesten zij deze plek verlaten. 
Reeds in de 13e eeuw splitste de familie Von Münchhausen zich in een zwarte lijn en een witte lijn. Van beide stammen leven in de huidige tijd nog telgen.

## Afbeeldingen

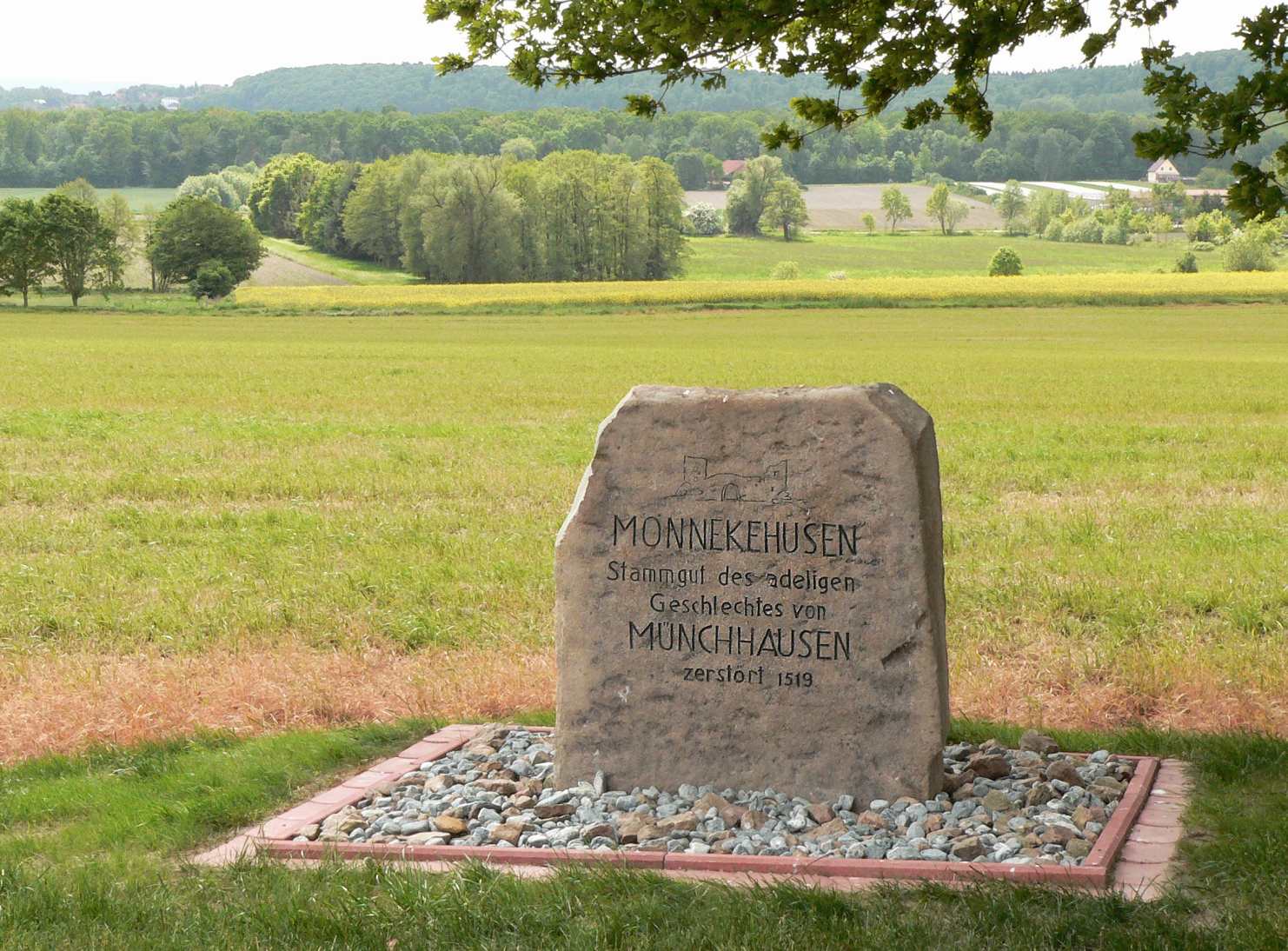
Gedenksteen Monnekehusen, Winzlar
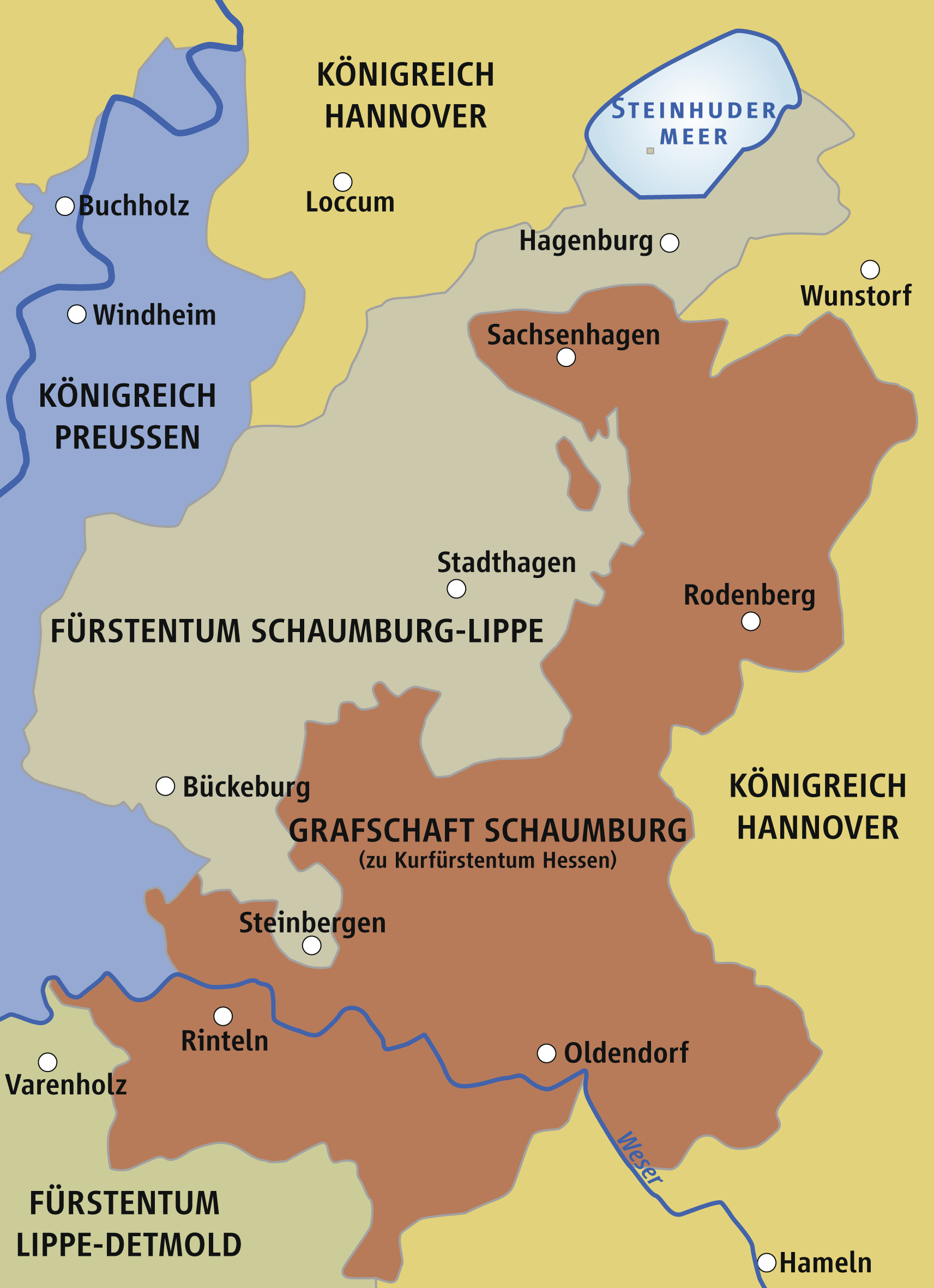
Graafschap Schaumburg ten tijde van de deling (1640-1648).
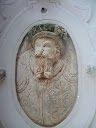
Reliëf van Hilmar von Münchhausen te Leitzkau
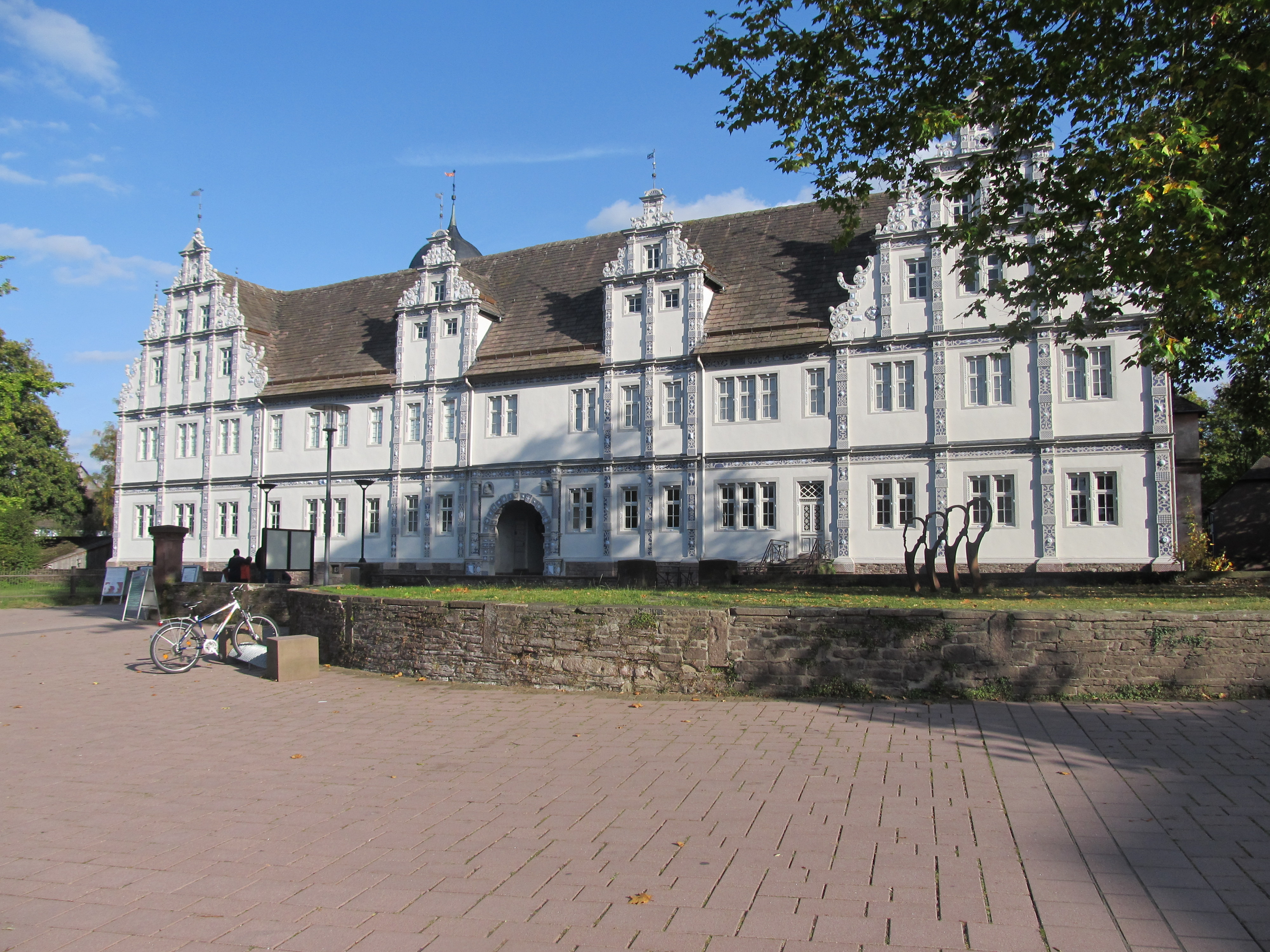
Kasteel Bevern
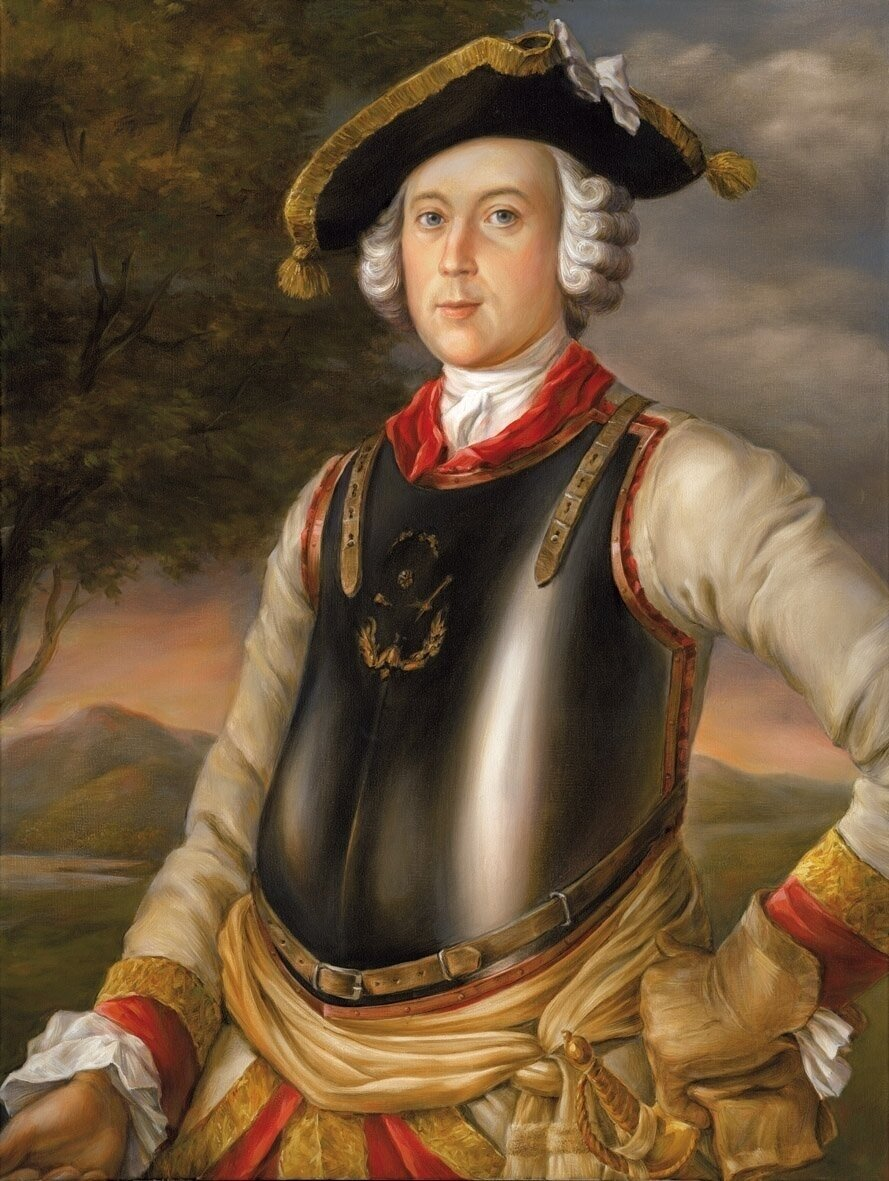
Karl Friedrich Hieronymus von Münchhausen
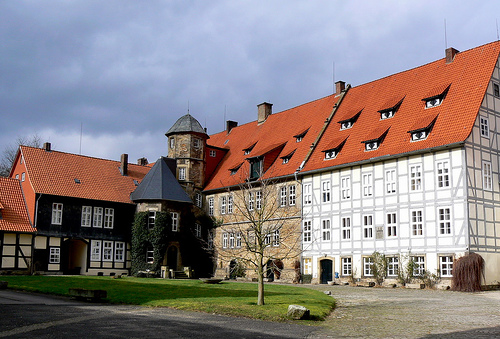
Kasteel Münchhausen, Apelern
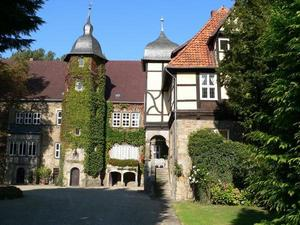
Kasteel Schwedesdorf, Lauenau,  i.b.v. de Münchhausens, witte lijn

Van ten minste vier kastelen en landhuizen, waaronder de beide laatste hierboven afgebeelde, is bekend, dat die nog aan het geslacht Von Münchhausen toebehoren.  

## Bekende leden van het geslacht Von Münchhausen
Veel leden, zowel van de witte als van de zwarte tak werden vazallen, ministerialen, bestuurders van deelgebieden of krijgsheren voor het Graafschap Schaumburg.

### Zwarte tak
- Roemrucht is Hilmar von Münchhausen (* 1512; † 19 april 1573 in Steyerberg; zwarte tak), krijgsheer, die het familiebezit sterk wist te verrijken, en die in dienst van de Spanjaarden stond in het begin van de Tachtigjarige Oorlog, maar heimelijke sympathieën koesterde voor Willem van Oranje.
- Hilmars zoon, Statius von Münchhausen (* 5 juni 1555 in Stolzenau; † 27 maart 1633 in Bevern bij Holzminden), was voor de cultuurgeschiedenis in de regio van grote betekenis. Hij was een succesvol ondernemer, die o.a. in onroerend goed belegde en handelde, en ook in ijzererts-mijnbouw investeerde. Hij werd zeer rijk, en liet ten minste vier kastelen in de Wezerrenaissance-stijl bouwen, waaronder kasteel Bevern, waar hij overleed.
- Gerlach Adolf baron van  Münchhausen (* 5 oktober 1688 in Berlijn; † 26 november 1770 in Hannover), minister in het Keurvorstendom Brunswijk-Lüneburg, geldt als de mede-stichter en eerste curator van de universiteit van Göttingen.
- Wereldberoemd, met  name vanwege de vooral over hem verzonnen sterke verhalen,  is de befaamde leugenbaron Karl Friedrich Hieronymus von Münchhausen (1720-1797), eveneens behorend tot de zwarte tak, achter-achter-achterkleinzoon van de krijgsheer.

### Witte tak
- Ludolf von Münchhausen (* 28 april 1570 in Apelern; † 21 september 1640 in Hessisch Oldendorf) was een van de historisch belangrijkste vertegenwoordigers van de witte tak. Hij was beroemd voor zijn zeer uitvoerige[2] wetenschappelijke bibliotheek. In de loop der eeuwen is deze collectie boek voor boek geveild en in bezit van personen en bibliotheken verspreid door geheel Duitsland terecht gekomen.
- Alexander von Münchhausen (* 10 september 1813 op  het familiekasteel Apelern in de huidige Samtgemeinde Rodenberg; † 4 november 1886 in Göttingen), uit de witte tak,  jurist en politicus,  in het Koninkrijk Hannover korte tijd, in 1850/51, minister-president.
- Börries von Münchhausen, voluit: Börries Albrecht Conon August Heinrich Freiherr von Münchhausen (* 20 maart 1874 in Hildesheim; † 16 maart 1945 in Windischleuba, door zelfmoord) was een Duits balladendichter. Hij was een neef (zoon van de zuster) van de voorgaande, en behoort tot de witte tak. Hoewel hij veel Joodse kennissen had, met name als jongvolwassene, ontwikkelde hij zich tot een rabiaat antisemiet. Ten tijde van Adolf Hitlers Derde Rijk was hij een fanatiek nazi. Von Münchhausen maakte grote naam, ook buiten het Duitse taalgebied, als schrijver en bewerker van ouderwetse, maar uiterst populaire, vaak nationalistische, ballades. Nog tot omstreeks 1960 gold hij in Duitsland als een zeer gewaardeerd auteur. Zelfs de zanger Heino scoorde in 1966 nog met een bewerking van één van deze ballades (Jenseits des Tales), één van zijn eerste hits. Pas veel later raakte hij, mede door zijn nazi-verleden, min of meer in vergetelheid.